# Franco-Nevada
La Franco-Nevada Corporation è una società canadese con sede a Toronto, in Ontario, che detiene royalties e flussi di cassa legati a investimenti nel campo dell'estrazione di metalli auriferi, di altre materie prime e risorse naturali. Il titolo viene negoziato sulla Borsa di Toronto e sulla borsa di New York.
Originariamente quotata presso il Toronto Stock Exchange, dove fu attiva dal 1983 al 2002, nel 1986 fece la sua prima acquisizione di royalties, acquisendo ulteriori diritti e creando investimenti in risorse dal 1986 al 2002. Nel 2001 la vecchia Franco-Nevada vendette la sua unica proprietà mineraria alla Normandia Mining in cambio del 19.90% delle azioni della società.
Nel 2002 Newmont acquisì il 100% di Franco-Nevada, mantenendola comunque come divisione di royalty e trasferendovene numerose altre nel corso del quinquennio successivo all'acquisizione, costituendo così un portafoglio di quasi 300 royalties (due terzi in metalli vili e metalli preziosi, un altro terzo in petrolio e gas naturale). Nel 2007 Newmont procedette a uno spin-off della divisione di Franco-Nevada, che venne nuovamente quotata in borsa dopo un'offerta pubblica iniziale.

## Storia

### Inizi e consolidamento
La Franco-Nevada venne quotata nel 1983 e inizialmente venne diretta da Seymour Schulich e Pierre Lassonde. All'epoca la proprietà di royalties legate al petrolio e al gas naturale era una strategia aziendale consolidata, ma non la proprietà dei diritti d'oro.
Nel 1985 Franco-Nevada raccolse 930'000 dollari per acquistare successivamente royalties legate all'oro, investimento effettuato nel 1986, quando spese 2 milioni di dollari (la metà del tesoreria aziendale) per acquisire il 4% dei ricavi generati da una miniera in Nevada di proprietà degli Western States Minerals. La miniera aveva una produzione annua di 44'000 once d'oro (ca. 1'200 kg), e Franco-Nevada stimò che le riserve conosciute avrebbero consentito alle royalties di autofinanziarsi indipendentemente dai risultati ottenuti con ulteriori esplorazioni, ed effettivamente nel 2002 la proprietà generava $ 23 milioni di dollari all'anno.
Nel 1988 Franco-Nevada acquisì una royalty sulla miniera di Castle Mountain, in California. La miniera non si rivelò un successo, perdendo soldi e chiudendo, ma Franco-Nevada raccolse comunque tre volte l'investimento iniziale di $ 2.8 milioni. Franco-Nevada continuò inoltre ad acquistare royalties in vari altri prodotti, mantenendo però la strategia di base sull'oro.

### Acquisizione da parte di Newmont e successivo spin-off
Nell'aprile del 2001 Franco-Nevada ha venduto la miniera Nevada Midas, la sua unica miniera di proprietà, alla Normandia Mining in cambio del 20% della Normandia e di una royalty del 5% sui proventi della miniera. Nel settembre dello stesso anno AngloGold fece un'offerta per la Normandia ad una valutazione del 60% superiore al costo di acquisizione da parte di Franco-Nevada. Approfittando della rivalità di Newmont con AngloGold, Schulich e Lassonde si avvicinarono alla Newmont Mining Corporation per discutere l'acquisto di Franco-Nevada e Normandia, operazione che andò in porto con un'offerta più ricca rispetto a quella di Anglo, con una valutazione delle azioni di Franco-Nevada ad un premio del 22%.
Nel 2007 Franco-Nevada ha lanciato un'offerta pubblica iniziale sulla Borsa di Toronto, raccogliendo 1,1 miliardi di dollari, che hanno contribuito a finanziare l'acquisizione da Newmont di un portafoglio di royalties da 1,2 miliardi di dollari. La quotazione è stata una delle più grandi nella storia canadese, seconda solo all'IPO del 2000 di Sun Life, oltre a essere la più grande IPO in ambito minerario nella storia del Nord America.